# Sfida infernale
Sfida infernale (My Darling Clementine) è un film western del 1946 diretto da John Ford.
Il film prende spunto dal famoso episodio della sfida all'O.K. Corral e dai personaggi realmente esistiti di Wyatt Earp e Doc Holliday.

## Trama
Siamo nel 1882, Wyatt Earp, che in passato si è fatto un nome come sceriffo di Dodge City, e i suoi fratelli Morgan, Virgil e James sono di passaggio in Arizona, diretti in California con la loro mandria di bovini. Una sera si accampano presso la cittadina di Tombstone, ma l'assassinio del fratello minore James e il furto dell'intera mandria da parte della banda del vecchio Clanton e dei suoi quattro figli spinge Wyatt ad accettare l'offerta del sindaco per la carica di sceriffo. 
Wyatt fa amicizia con John Holliday, detto Doc, medico alcolizzato e affetto da tubercolosi, abile pistolero e personaggio dominante nella cittadina, che vive con la meticcia Chihuahua, "donna del saloon". L'arrivo da Boston della fidanzata Clementina mette Doc di fronte a un passato che gli è ormai estraneo. Un giorno Wyatt scopre che Chihuahua ha un pendaglio d'argento appartenuto al fratello ucciso e donatole da uno dei fratelli Clanton, che tenta di ucciderla sparandole; la donna morirà mentre Doc tenta di operarla. Virgil Earp, che aveva inseguito l'assassino di  Chihuahua, ferito a morte da Wyatt, viene a sua volta ucciso dal vecchio Clanton. All'alba del giorno successivo i due clan si scontrano nel locale recinto per cavalli "O.K. Corral": i Clanton vengono uccisi, ma anche Doc muore. Clementina decide di rimanere a Tombstone e Wyatt, innamoratosi di lei, parte per recarsi dal padre lontano, ma le promette di tornare.

## Produzione

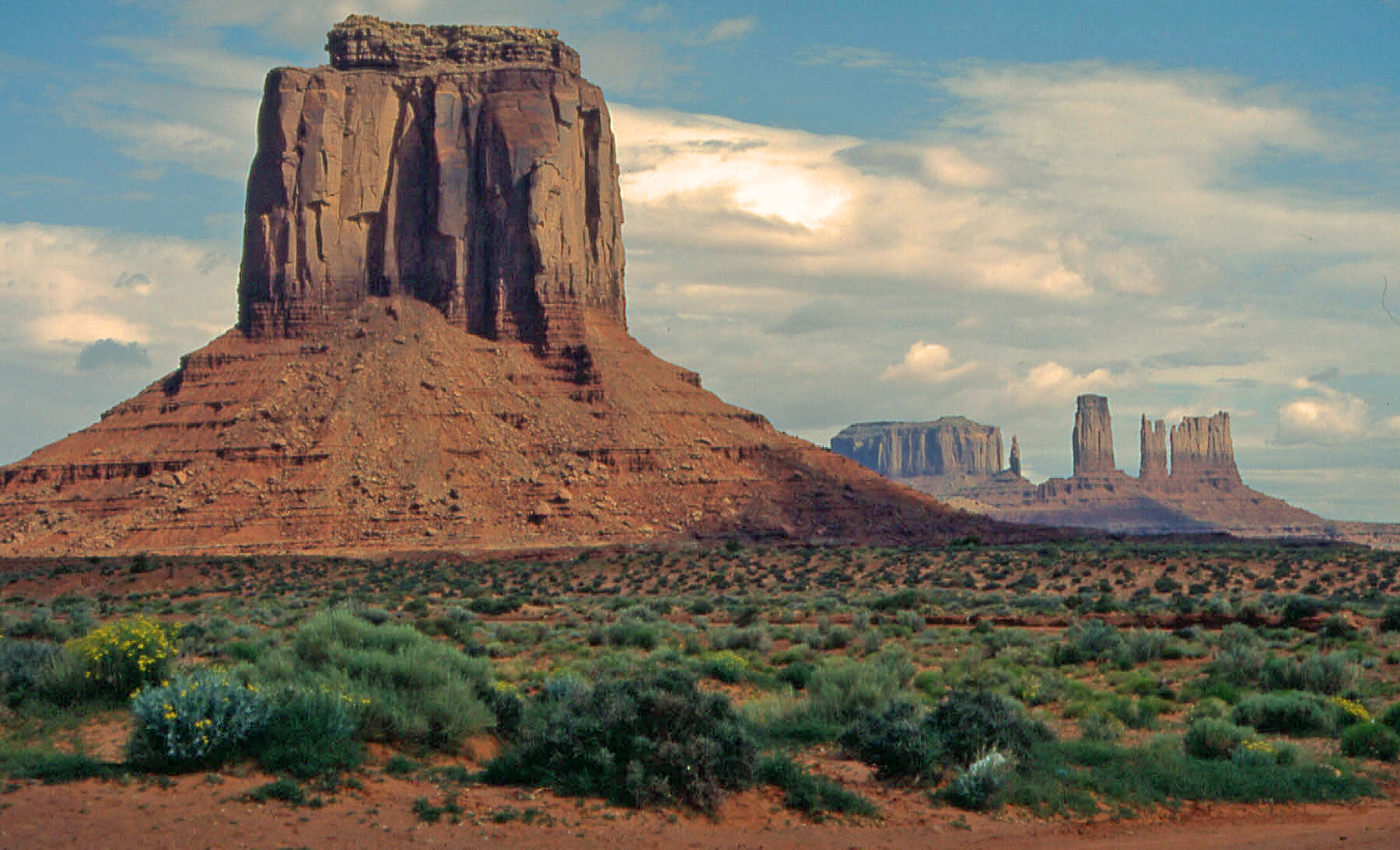
La Monument Valley, una delle location abitualmente utilizzate da John Ford nei suoi western

Nel 1931, Stuart Lake pubblicò la prima biografia di Wyatt Earp a due anni dalla sua morte, Wyatt Earp: Frontier Marshal. Lake riportò nuovamente la storia nel libro My Darling Clementine del 1946, del quale Ford acquistò i diritti. I due libri si basano ampiamente e notoriamente su storie romanzate della vita di Earp e dei suoi fratelli, compresa la nota sparatoria all'O.K. Corral e i loro conflitti con componenti della banda di fuorilegge Cowboys: Billy Clanton, Tom McLaury e suo fratello Frank McLaury. La sparatoria era relativamente poco nota al grande pubblico statunitense prima che Lake facesse uscire i suoi libri.
Ford disse che, quando era una comparsa agli albori del cinema, Earp veniva spesso a trovare sul set gente che aveva conosciuto ai tempi di Tombstone. «Ero solito dargli una sedia e una tazza di caffè, e mi raccontava della sparatoria all'O.K. Corral. Così in Sfida infernale l'abbiamo ricreata esattamente come era stata». Inizialmente Ford non voleva girare il film, ma il suo contratto ne prevedeva ancora uno per la 20th Century Fox e si decise quando seppe che avrebbe partecipato Henry Fonda, da poco tornato dall'esercito come lui.
Negli ultimi anni, Wyatt e Josephine Earp si prodigarono molto per cancellare ogni traccia della precedente relazione di Josephine con Johnny Behan e della storia sentimentale di Wyatt con Matty Blaylock. La coppia riuscì con successo a tenere fuori dal libro di Lake il nome di Josephine, e dopo la morte di Wyatt, Josephine minacciò legalmente i produttori cinematografici che avevano intenzione di citare il suo nome nei film sulla vita del marito. Per questo nel film di Ford, e nemmeno nel successivo Sfida all'O.K. Corral di John Sturges del 1957, si fa menzione del suo personaggio.
Ford rielaborò la sceneggiatura di Winston Miller aggiungendo alcuni aspetti umoristici alla storia, e cancellò alcuni dialoghi secondo lui inutili, per porre maggiormente l'accento sull'impatto visivo del film. Dopo che Tyrone Power disse di non essere disponibile per il ruolo di Doc Holliday, furono presi in considerazione anche Douglas Fairbanks, Vincent Price e James Stewart, ma furono tutti scartati. Alla fine la parte andò a Victor Mature, anche se i responsabili della produzione erano dubbiosi che un attore "muscolare" come lui potesse rappresentare in modo adeguato un malato di tubercolosi. Henry Fonda era appena tornato dal servizio militare e interpretò il suo primo ruolo del dopoguerra. Per il ruolo di Clementina, inizialmente fu presa in considerazione Jeanne Crain, che era un volto già noto al pubblico, ma Ford ritenne che la sconosciuta Cathy Downs fosse la scelta migliore.
Darryl F. Zanuck, magnate e produttore della Fox, risulta accreditato come presenter. In effetti, a pochi mesi dall'uscita del film nelle sale, ne curò il montaggio in una versione cosiddetta "pre-release", ovvero tagliata di alcune scene (altre vennero rigirate con altri registi) e rimontata. Zanuck non era soddisfatto del taglio grezzo del materiale girato. Dopo una prima proiezione di prova, scrisse una lettera a Ford in un promemoria datato 25 giugno 1946, per informarlo che intendeva effettuare tagli importanti: rimosse personalmente una decina di minuti di materiale per rendere la storia più rigorosa ai suoi occhi, meno comica e più seria. Inoltre, ordinò di sostituire in alcune scene la colonna sonora austera originale con parti musicali orchestrate più drammatiche per sottolineare alcuni momenti del film. Nel luglio del 1946, anche il regista della Fox Lloyd Bacon mise mano al film modificando alcune scene, come quella di Earp sulla tomba del fratello e dove Doc chiede a Clementina di lasciare la città. Le interferenze della produzione nel suo lavoro furono la ragione principale per la quale John Ford negli anni successivi andò sempre più alla ricerca di libertà artistica e di produzione. L'offerta di Zanuk di rimanere con la Fox come regista per 600,000 dollari all'anno fu da lui respinta risolutamente.

## Riprese
Le riprese del film si svolsero da maggio a giugno del 1946 a Kayenta, in Arizona e nell'adiacente Monument Valley, set abituale di Ford. Il budget era di 2 milioni di dollari, e solo per ricreare gli sfondi della città di Tombstone furono spesi 250 000 dollari.

## Tematiche
Il film non è solo un western d'azione, ma, come fa capire il titolo originale My Darling Clementine (dalla omonima canzone, motivo conduttore del film), racconta anche il sentimento che nasce tra Wyatt Earp e la maestrina Clementina Carter, giunta in paese perché innamorata di Doc Holliday, il quale, sapendosi malato e ormai estraneo al mondo dell'"est civilizzato" che la ragazza rappresenta, la respinge, finendo con l'accettare la compagnia di Chihuahua, spregiudicata "donna del saloon". In sottofondo vi è poi il tema, ricorrente nella produzione di Ford, della "nazione americana" che pone le proprie basi nell'ovest, rappresentato dall'episodio della fondazione della chiesa e dalla decisione finale della maestrina di stabilirsi definitivamente nel villaggio. Altro spunto tipico di Ford è la figura del pittoresco attore di teatro Granville Thorndyke, che batte le piazze del selvaggio west portandovi un barlume di cultura.

### Fondazione della società civile
Ford ritrae la prateria come un luogo crepuscolare, che rappresenta "la fine di un periodo selvaggio e dei suoi protagonisti". Earp si stabilisce a Tombstone per vendicare la morte di suo fratello, ma "a poco a poco [...] il motivo personale della vendetta si lega a doppio filo con il bene della comunità". Diventa "rispettabile" e "portatore della civiltà" non solo esternamente attraverso le sue visite dal barbiere, ma anche nel suo atteggiamento interiore. L'intento principale di Ford è rappresentare la lotta di Earp contro l'illegalità nello schema più ampio del pioniere che impone la legge e la decenza in un paese selvaggio. Mentre Earp ha un conto in sospeso con i Clanton, le sue azioni sono intervallate da scene di una nuova società fiorente per identificare in modo univoco l'eroe con il progresso sociale. Simbolo di questa integrazione è la scena della danza nella chiesa la domenica mattina. Earp e Clementina sono in questo momento "l'unione perfetta (anche se soprattutto asessuata) tra i migliori elementi dell'Occidente e dell'Oriente; la mascolinità fredda e controllata dello sceriffo completa la natura delicata ma coraggiosa della signorina di città".
Ford si ritira nel passato statunitense per trovare risposte storiche o mitiche ai problemi che gravano il presente, cercando quello che considerava il cuore del sistema di valori americano.

### Ottimismo e pessimismo
La figura di Wyatt Earp, definita dalla critica "uno dei personaggi più affascinanti e umani di Ford", è, nella sua visione ottimista, l'ingenua idealizzazione di Ford di una società modello. Earp si muove "tra i migliori valori dell'Est e dell'Ovest", ma è anche l'ultimo eroe fordiano a farlo. Dopo Sfida infernale, i protagonisti di Ford diventano sempre più amari e solitari, culminando nella figura di Ethan Edwards in Sentieri selvaggi (1956).
Nella figura di Doc Holliday, il film annuncia già "la fine dell'ottimismo di Ford". Holliday è caratterizzato dalla "incapacità di far fronte a se stesso e ai vari aspetti della sua vita"; una figura che "riconosce i segni del tempo che passa e vuole sfuggire alla civiltà che si avvicina con l'autodistruzione". Il medico è un "classico eroe tragico", esemplificato cinematograficamente nel primo piano del diploma di dottore sul muro, sotto il quale si trova una bottiglia di whisky. Holliday lancia il bicchiere contro il diploma e frantuma il vetro che lo protegge. Nel contesto di questa tragica figura, si colloca anche la scena del monologo di Amleto, che Holliday ascolta assorto mentre viene recitato dall'attore di teatro tenuto prigioniero dai fuorilegge ubriachi. Doc Holliday, come Amleto, è "un'anima divisa che nega il suo passato, maledetto e autodistruttivo". La sua controparte è Clementina, a cui piace tutto ciò che rappresenta ciò che nega. Il fatto che Holliday si sacrifichi alla fine per la causa della comunità lo rende agli occhi del pubblico il "vero eroe fordiano", il martire che sfugge alla "ambizione molto diretta" degli Earp.

### Famiglia, morale e discendenza etnica
Il conflitto che determina l'azione in Sfida infernale è una lotta tra due famiglie, gli Earp e i Clanton. Entrambe le famiglie sono simili in quanto determinate da un padre opprimente (che, tuttavia, per gli Earp non appare nel film e viene citato solo nei dialoghi dei figli). Ford è preoccupato di mostrare la famiglia come una forza sempre positiva, un'arma sociale da usare per mettere in ordine il mondo. Con la sua posizione inequivocabile a favore degli Earp, Ford rende esplicito che "l'epica lotta tra il bene (gli Earp) e il male (i Clanton) non contiene ambiguità morali".
La questione del perché Holliday e Chihuahua debbano morire nel film può anche essere trattata in termini di moralità di Ford. Alcuni critici hanno ipotizzato che devono morire perché sono "moralmente indegni di condividere nella comunità di confine gli ideali di Ford". Il cinema di Ford non era "solo mitico, ma anche profondamente moralistico". Il vero peccato di Holliday e Chihuahua è "la trasgressione sessuale dei confini etnici". Inoltre, la donna è stata segretamente legata a uno dei Clanton. Chihuahua, a quanto pare in parte indiana e in parte di origine messicana, porta con sé la sua "sessualità oscura", pericolosa finché è viva. La "bianca anglosassone" Clementina, portatrice di virtù e giudizio, incarna invece un concetto diametralmente opposto. Chihuahua è, come osserva Kitses, "uno sfortunato esempio del pregiudizio etnico che attraversa gran parte del lavoro di Ford". A differenza della prostituta Dallas di Ombre rosse, che si rivela essere una vera portatrice di speranza, Chihuahua con la sua sfida sfacciata all'autorità morale di Wyatt Earp è fin dall'inizio condannata.

## Differenze con la verità storica

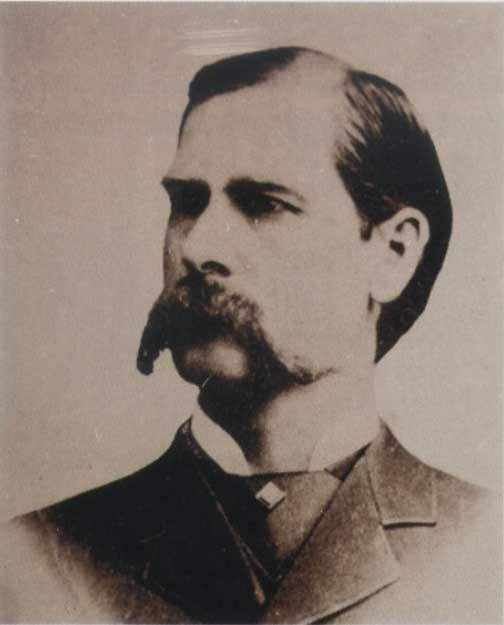
Il vero Wyatt Earp nel 1881, interpretato da Henry Fonda in Sfida infernale

Ford affermò di aver conosciuto personalmente Wyatt Earp poco prima della sua morte negli anni '20. Nonostante la dichiarazione di Ford di voler rappresentare autenticamente la storia di Earp, il film presenta una serie di inesattezze storiche e interpretazioni errate:
- Non risulta che gli Earp abbiano mai fatto i mandriani, ma si stabilirono invece a Tombstone in quanto centro minerario in pieno sviluppo
- James e Virgil Earp non vennero uccisi, ma il secondo partecipò alla sfida uscendone ferito, come il fratello Morgan
- Doc Holliday non morì nella sparatoria, ma rimase anch'egli ferito
- La carica di sceriffo di Tombstone era detenuta in realtà da Virgil Earp, mentre Wyatt fu per un certo tempo sceriffo della contea
- Clanton padre non risulta fra i partecipanti alla sfida
- I membri della famiglia Clanton presenti alla sparatoria furono i due fratelli Ike e Billy, facenti parte di un gruppo di cinque membri della famosa banda Cowboys
- Dei due fratelli Clanton fu solo Billy a partecipare e rimanere ucciso, mentre Ike, disarmato, riuscì a fuggire
- Doc Holliday non era un medico, ma un "dentista", allora qualifica nettamente distinta

## Manifesti e locandine
La realizzazione dei manifesti negli USA fu affidata al pittore italiano Sergio Gargiulo.

## Riconoscimenti
Nel 1946 il National Board of Review of Motion Pictures l'ha inserito nella lista dei migliori dieci film dell'anno.
Nel 1991 è stato scelto per la conservazione nel National Film Registry della Biblioteca del Congresso degli Stati Uniti.

## Citazioni
- La scena in cui il vecchio capobanda, dopo aver invocato i figli morti, finge di andarsene, per poi tentare di estrarre la pistola prima di essere freddato, è stata ripresa pressoché identica dallo stesso Ford in La carovana dei mormoni, del 1950.
- La scena in cui Henry Fonda, seduto sulla veranda del saloon, ingiunge a un giocatore d'azzardo professionista, appena arrivato con la diligenza, di ripartire rapidamente dal paese (vedi fotogramma in box), è stata ripresa da Ford in Cavalcarono insieme del 1961, con protagonista James Stewart.